# Монако на Светском првенству у атлетици на отвореном 2011.
Монако је учествовао на 13. Светском првенству у атлетици на отвореном 2011. одржаном у Тегу од 27. августа до 4. септембра. Репрезентацију Монака представљао је један атлетичар који се такмичио у трци на 800 метара. , 
На овом првенству Монако није освојио ниједну медаљу. Оборен је само један рекорд сезоне.

## Учесници
Мушкарци:
- Брис Ете — 800 м

## Резултати

### Мушкарци
| Атлетичар | Дисциплина | Лични рекорд | Квалификације | Квалификације | Полуфинале           | Полуфинале           | Финале               | Финале       | Детаљи |
| Атлетичар | Дисциплина | Лични рекорд | Резултат      | Место         | Резултат             | Место                | Резултат             | Место        | Детаљи |
| --------- | ---------- | ------------ | ------------- | ------------- | -------------------- | -------------------- | -------------------- | ------------ | ------ |
| Брис Ете  | 800 м      | 1:47,61 НР   | 1:48,22 РС    | 5. у гр. 4    | Није се квалификовао | Није се квалификовао | Није се квалификовао | 29 / 43 (44) |        |

Легенда:НР = Национални рекорд, РС = Рекорд сезоне (најбољи резултат у сезони до почетка првенства)